# El Roser de la Móra de Cortiuda
El Roser de la Móra de Cortiuda és un conjunt amb un mas i una capella de Peramola (Alt Urgell) inclosa a l'Inventari del Patrimoni Arquitectònic de Catalunya.

## Descripció
El mas Mora, actualment abandonat, és un trist exemple del que passa a l'Alt Urgell: l'abandó sistemàtic i el deteriorament progressiu del que foren unitats d'explotació familiars al llarg de generacions.
Consta de la casa principal i una sèrie d'edificacions annexés, entre elles la capella romànica de la mare de Déu del Roser.